# Urgehal

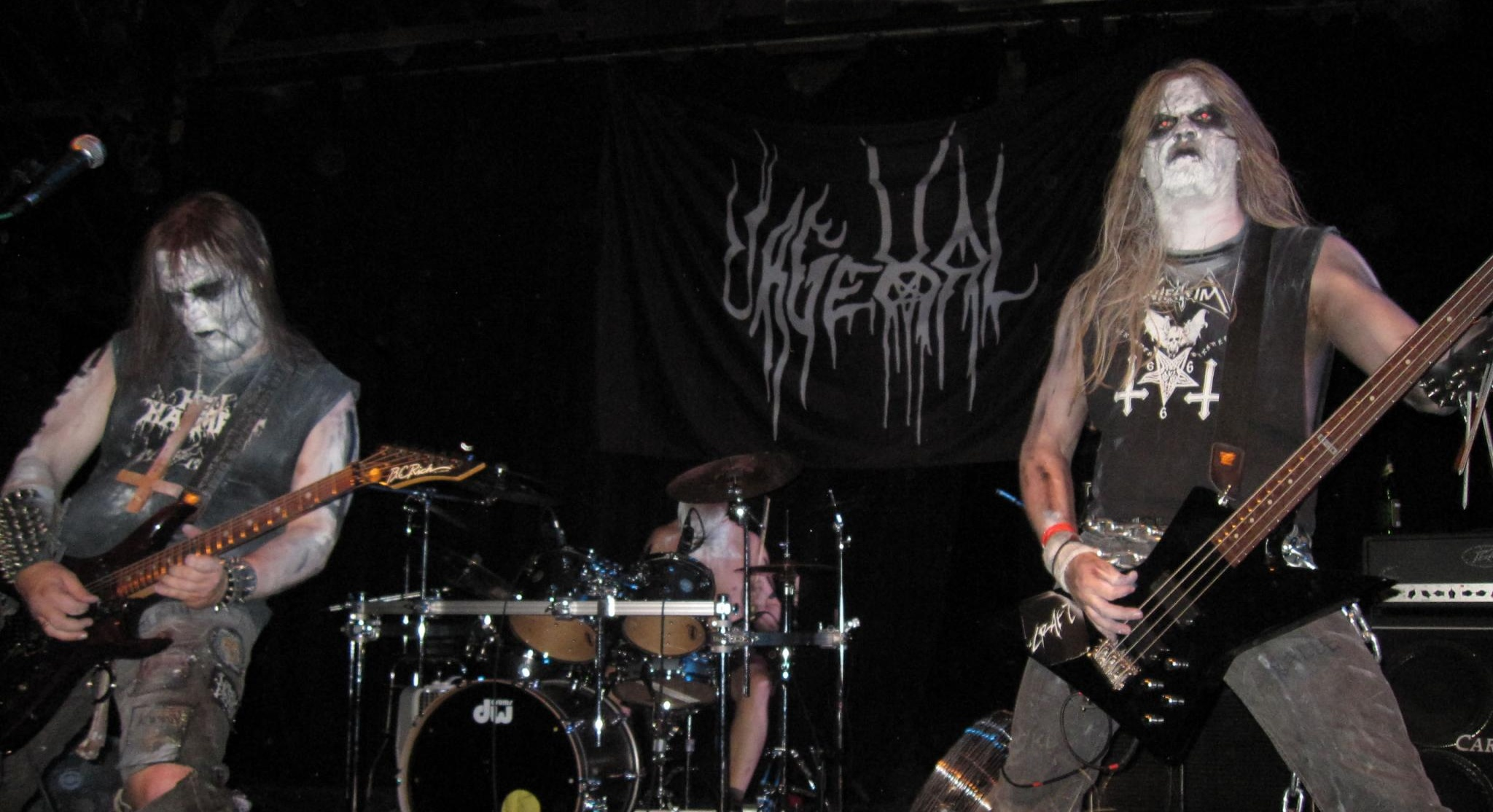
Urgehal in 2009

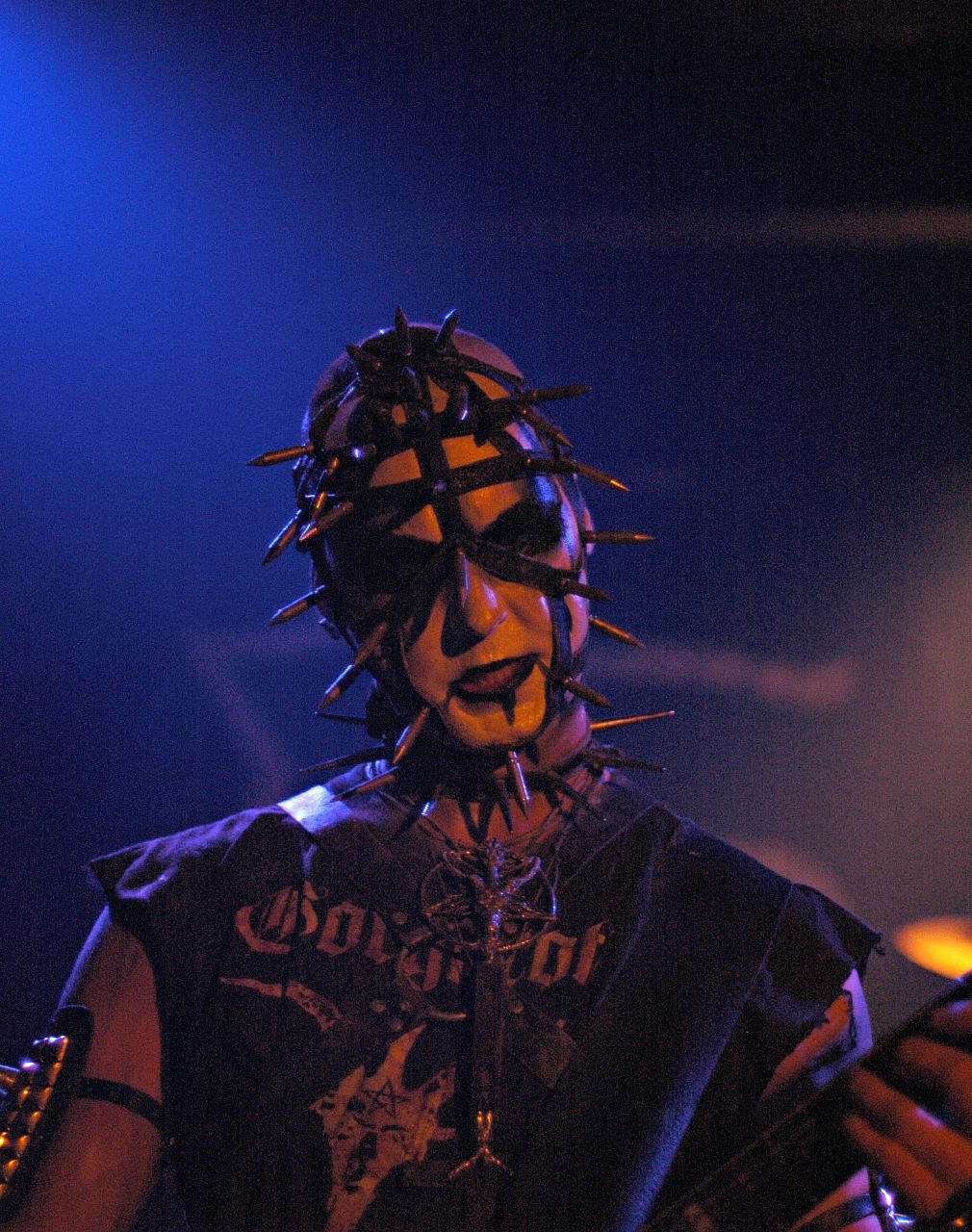
Enzifer, de gitarist van Urgehal tijdens een optreden in Baroeg in 2007

Urgehal is een Noorse blackmetal band. De band werd in 1992 opgericht in Hønefoss door de zanger/gitarist Trond Bråthen ('Trondr Nefas') en de ritmegitarist 'Enzifer'. Hun stijl is sterk beïnvloed door de Noorse blackmetalscene uit de vroege jaren 90. Enzifer heeft de band Darkthrone genoemd als hun grootste inspiratie. In 2016 stopte de band. In 2022 werd de band heropgericht.
Hun naam komt van een uitdrukking uit de oude noordse mythologie en betekent "een eindeloos diep en donker bos waarin al het kwade ronddwaalt".